# La núvia jueva
La núvia jueva (en neerlandès: Het Joodse bruidje) és una obra del pintor neerlandès Rembrandt pintada el 1666. Està exposada permanentment al Rijksmuseum d'Amsterdam.
A la pintura, se li donà el nom actual a primers del segle xix, quan un col·leccionista d'art d'Amsterdam va identificar el tema com el d'un pare jueu que atorga un collaret a la seva filla en el dia del seu casament. Aquesta interpretació ja no s'accepta, i la identitat de la parella és incerta. L'ambigüitat és sobretot per la manca de context anecdòtic, i deixa només clar el tema universal de l'amor d'una parella. Els suggeriments especulatius pel que fa a la identitat de la parella s'han estès al fill de Rembrandt, Titus i la seva núvia, o el poeta d'Amsterdam Miguel de Barrios i la seva muller. També s'ha considerat la possibilitat que fossin parelles de l'Antic Testament, incloent-hi Abraham i Sarah, o Boaz i Ruth. La identificació més probable, tanmateix, és la d'Isaac i Rebeca, com se'ls descriu al Gènesi, 26:8, cosa que queda recolzada per un dibuix de l'artista del mateix tema.